# Cairn de Barnenez
Cairn de Barnenez je kamenná neolitická mohyla nedaleko obce Plouezoc'h v Bretani. Byla postavena kolem roku 4800 př. n. l., a jedná se tak o jednu z nejstarších dochovaných budov světa, snad dokonce vůbec nejstarší. Objekt je asi 72 m dlouhý, až 25 m široký a vysoký přes 8 m. Byl postaven ve dvou etapách. Starší část obsahuje 5 pohřebních komor, mladší část 6 komor. Mohyla je zčásti poškozena tím, že z ní v moderní době byl odebírán kámen pro stavební účely, vcelku je však dobře zachovalá.